# ВЕС Крігерс-Флак
ВЕС Крігерс-Флак (дан. Kriegers Flak) — данська офшорна вітрова електростанція, спорудження якої почалось у 2017 році.
Місце для ВЕС обрали в Балтійському морі за 15 км на схід від узбережжя острова Зеландія. Тут знаходиться ліцензійна ділянка площею 180 км2, на якій планують розмістити станцію із двох частин — Kriegers Flak A (200 МВт) та Kriegers Flak B (400 МВт). Первісно розглядалась можливість використання турбін потужністю від 3 до 10 МВт, в підсумку ж обрали варіант із 75 агрегатами данської  компанії Vestas типу V164/8000, з одиничною потужністю 8 МВт та діаметром ротора 164 метри. Їх встановлять на баштах висотою 125 метрів в районі з глибинами моря біля 20 метрів.
Попередні роботи на місці майбутньої станції розпочались ще у 2012 році. Зокрема, в 2014-му самопідіймальне судно Excalibur провело геотехнічні дослідження в межах підготовки проекту офшорних трансформаторних підстанцій.
У серпні 2017-го кабельне судно NKT Victoria розпочало прокладання двох головних експортних ліній довжиною по 45 км, які виходитимуть на суходіл біля Rødvig (острів Зеландія). На суші до підстанцій Bjæverskov and Ishøj прокладуть ще 95 км кабелів, розрахованих на роботу під напругою 220 кВ. На підстанції Ishøj встановлять обладнання для конверсії змінного струму у прямий та прокладуть від неї 20 км кабелю напругою 400 кВ до підстанції Hovegaard.
У морі головні експортні кабелі під'єднають до розташованих на відстані 11 км одна від одної двох офшорних трансформаторних підстанцій, які підійматимуть напругу отриманої від турбін електроенергії до 220 кВ. Гравітаційні основи цих підстанцій вагою 10000 тон та 8000 тон зібрали на баржі Boabarge 37. Доставку двох перехідних елементів вагою до 650 тон здійснили за допомогою плавучого крану великої вантажопідйомності Matador 3, який переніс їх на транспортний понтон в Антверпені, а через кілька днів зняв з нього та змонтував у Остенде. У січні 2018-го Boabarge 37 повели до місця майбутнього розташування підстанцій. Після встановлення основ вони будуть заповнені баластом за допомогою земснаряду Adhemar de Saint-Venant. В подальшому на основи змонтують надбудови для обладнання («топсайди»), тоді як згадане вище NKT Victoria прокладе між підстанціями з'єднувальний кабель.
В майбутньому планується з'єднати ці підстанції з розташованою неподалік німецькою ВЕС Балтік 2, що дозволить організувати ще один міждержавний канал передачі електроенергії, сполучивши острів Зеландія (Данія) та федеральну землю Мекленбург (Німеччина).
У вересні 2017-го власник проекту оголосив тендер на спорудження фундаментів майбутніх вітроагрегатів, зазначивши початок робіт після 1 січня 2019 року. Того ж місяця оголосили тендер на послуги судна для встановлення вітрових турбін.